# Tweet (cantante)
Tweet o Tweety, pseudonimo di Charlene L. Keys (Rochester, 21 gennaio 1971), è una cantautrice statunitense.
Il nome d'arte Tweet deriva dalla voce onomatopeica che indica il cinguettare melodioso dei piccoli uccelli passeriformi, chiamati in inglese songbirds.
Dopo molti anni passati nell'oscurità, raggiunge il successo nel 2002 col primo album, Southern Hummingbird, grazie all'aiuto di Missy Elliott, e s'impone nel panorama musicale come una dei nuovi esponenti del R&B contemporaneo e del neo soul.

## Biografia

### Formazione
Charlene L. Keys nasce il 21 gennaio del 1971 a Rochester, New York, ultima figlia di Tom e Shirley Keys. Tweet cresce circondata dalla musica: canta nel coro della chiesa con i genitori e i 4 fratelli più grandi (tre fratelli, Tom jr., Cedric e Lonnie, e una sorella, Sundra), e prende lezioni di piano, chitarra, basso, batteria e molti altri strumenti ancora. Tweet si specializza nello studio della chitarra e oltre ad essere ispirata dalla musica suonata dalla sua famiglia, segue le orme di dive come Janet Jackson, Aretha Franklin, Tina Turner e Whitney Houston (con la quale lavorerà in futuro).
I primi passi nell'industria musicale prendono il via con la sua entrata alla School Of The Arts (Rochester, New York). Nel 1990, a 19 anni, Tweet dà alla luce sua figlia Tashawna.
Nei primi anni novanta Tweet entra a far parte del quintetto femminile Sugah; a causa dei molteplici impegni che ne conseguono, l'artista affida la figlia ai genitori che risiedono a Panama City, Florida. Le Sugah si compongono di Tweet, Susan Weems, Rolita White e di una parte del collettivo Swing Mob creato da DeVante Swing (membro del gruppo Jodeci). Tweet ha l'opportunità di conoscere altri membri del collettivo, quali Tim "Timbaland" Mosley, Magoo, Ginuwine, i Playa e Missy "Misdemeanor" Elliott (che in questi anni fa parte del gruppo femminile Sista).
Nel 1999, dopo che le Sugah hanno fallito nell'intento di sfondare, Tweet torna a casa dai suoi fortemente depressa e senza un soldo. La depressione causata dal fallimento artistico e da insuccessi anche in campo sentimentale spinge la musicista a pianificare il suicidio. Il giorno prima della data stabilita per mettere fine alle sue sofferenze, Tweet riceve la telefonata di una vecchia conoscenza. La conoscenza in questione altri non è che Missy Elliott, la quale le chiede di lavorare come cantante per il suo prossimo album Missy E… So Addictive.
Nel 2000 Tweet inizia a registrare per l'album di Elliott e rincontra i vecchi amici del collettivo Swing Mob: Timbaland, Magoo, Ginuwine e i Playa. Il successo dell'album di Missy Elliott permette a Tweet di apparire negli album di altri artisti Hip-Hop, da Timbaland & Magoo (con Tim aveva già lavorato per 2 album negli anni '90) a Ja Rule, a Bubba Sparxxx.
Nel frattempo, la musicista firma un contratto con l'etichetta di Missy Elliott, la Elektra Entertainment Group, The Goldmind Inc., grazie anche alla performance acustica di un pezzo scritto da Tweet stessa, Motel, di fronte a Mona Scott della Violator Management. Tweet firma anche per quest'etichetta e inizia a lavorare sul suo primo album.

### Prime apparizioni (2001)
Nel novembre del 2001 Tweet fa il suo ingresso nel mondo dorato del music business grazie alla sua partecipazione con Ginuwine al terzo singolo di Elliott tratto da Missy E… So Addictive, Take Away, una ballad zuccherosa piuttosto lontana dallo stile precedente di Missy Elliott. Naturalmente Tweet è presente anche nel video della canzone, dove in una sequenza suona addirittura l'arpa; il video è un tributo per Aaliyah, scomparsa da appena 2 mesi.
Poco dopo Tweet è ospite anche nel singolo All Y'all di Timbaland & Magoo tratto dall'album Indecent Proposal, questa volta insieme al fratello minore di Timbaland, Sebastian.
Entrambi i singoli non sfondano nelle classifiche, ma fanno sì che la cantante attiri l'attenzione dei media; Tweet viene vista subito come la nuova Aaliyah, o la sostituta dell'ex protetta di Missy, Nicole Wray.

### Southern Hummingbird(2002)
Nel marzo del 2002 Tweet entra finalmente in classifica col suo primissimo singolo da solista, Oops (Oh My), un brano rischioso che parla di amore verso se stessi, autostima e masturbazione femminile. La canzone, prodotta da Timbaland e con un featuring di Missy Elliott, si rivela un successo inaspettato: raggiunge la numero 1 delle classifiche R&B, dove rimane per 3 settimane, entra nella top10 della Billboard Hot 100 e perfino nella top5 della prestigiosa classifica britannica.
Il 2 aprile 2002 esce l'album di debutto di Tweet, Southern Hummingbird (ovvero Colibrì del Sud, in riferimento al talento vocale della cantante): l'album debutta al numero 3 della Hot 200 e riceve recensioni positive; questo mix di soul sofisticato e d'autore e di R&B da club presenta produzioni di Timbaland, Craig Brockman, Nisan Stewart, e Tweet stessa, oltre a vantare apparizioni di Missy Elliott, Bilal, e Ms. Jade. La maggior parte dei testi sono scritti da Tweet e derivano direttamente dalle sue esperienze di vita, anche le più negative; ci sono addirittura pezzi che aveva scritto in passato su tovaglioli, nei periodi di difficoltà economica.
Il successo di Oops (Oh My) è seguito da un altro singolo prodotto da Timbaland, Call Me, un'altra hit che entra nella top10 R&B e nella top40 Pop, e che diventa un inno nei club di tutto il paese. Il terzo estratto è il doppio singolo Smoking Cigarettes/Boogie Tonite. L'album viene certificato disco d'oro e vende più di 700 000 copie negli USA. Dopo il successo dell'originale (mai pubblicato ufficialmente nel Regno Unito) ottenuto nei club inglesi, la cover di Boogie Tonite delle Booty Luv raggiunge il numero 2 delle UK charts.

### Collaborazioni
In seguito al successo dell'album, si crea molta attenzione intorno alla cantante, la quale viene contattata per prestare la sua voce o per scrivere e produrre canzoni per altri artisti.
Ancora nel 2002 Tweet compare sul singolo prodotto da Missy Elliott No Panties della rapper Trina, nell'album Cookie: The Anthropological Mixtape di Me'shell Ndegeocello, in 2nd Chance di Karen Clark Sheard e in Girl Interrupted della rapper esordiente Ms. Jade. Compone musica con Missy Elliott per l'album di Whitney Houston Just Whitney… e presta la sua voce anche nel quarto album di Elliott, Under Construction (in 4 tracce e in entrambi i video girati per l'album). Tweet riceve nomination a vari premi, tra cui il prestigioso Soul Train Lady Of Soul Awards nella categoria Best New Artist, insieme alla rivale Ashanti, e viene insignita del titolo Key To The City Of Rochester, New York.
Nel 2003 continua a scrivere e a registrare per altri artisti, tra cui Madonna in American Life The Remixes Single, Mark Ronson in Here Comes The Fuzz, Angie Stone in Stone Love per il brano nominato ai Grammy U-Haul, e Monica per il multi platino After The Storm.
L'artista appare nella colonna sonora del film Honey con Jessica Alba, con la traccia prodotta da Missy Elliott Thugman e, sorpresa delle sorprese, fa anche un cameo nel film nella parte di se stessa.

### It’s Me Again(2005)
Tra il 2003 e il 2004 Tweet inizia a lavorare sul nuovo album. Nel frattempo Missy Elliott si sposta dalla Elektra Records alla Atlantic Records, portandosi dietro Tweet e la Goldmind Inc.
Dopo uno iato di 3 anni, il 22 marzo 2005 esce il secondo album della cantante, It's Me Again, con la produzione di Missy Elliott in ben 7 canzoni, oltre a quella di Tweet stessa, Timbaland, Kwame, Craig Brockman e molti altri. L'album debutta al numero 2 nelle R&B Album Charts e nella top20 della Hot 200, ma fallisce nel ripetere il successo di Southern Hummingbird, a causa della mancanza di una promozione adeguata. Il disco produce due singoli, Turn Da Lights Off (prodotto da Missy Elliott) e When I Need A Man (dalla colonna sonora della serie tv con Ving Rhames Kojak.
Dopo quest'insuccesso, Tweet abbandona il suo manager Mona Scott e la Violator Management, e pur rimanendo alla Goldmind Inc., firma un contratto alla Sanctuary Urban Records Group di Mathew Knowles, padre di Beyoncé e responsabile del successo delle Destiny's Child.
Nel 2006 la musicista si focalizza sulla creazione del suo terzo lavoro, di cui si anticipano già collaborazioni con Whitney Houston e Kanye West e con i produttori Timbaland, Missy Elliott, Dre&Vidal, Warryn Campbell (produttore di Teary Eyed di Missy) e Rich Harrison. Nello stesso anno scrive canzoni per Monica e Fantasia.
Il 27 gennaio 2007 su E! News viene confermato il singolo di apertura del terzo album, il pezzo Give It To Ya.
Tweet è stata testimonial della Pantene Pro-Voice TV & Print Ads, in compagnia di Mýa, Vanessa Carlton e Lucy Woodward.

## Discografia parziale

### Album in studio
- 2002 - Southern Hummingbird
- 2004 - It's Me Again
- 2008 - Love, Tweet
- 2008 - The Dresden Soul Symphony (con MDR Symphony Orchestra, Joy Denalane, Bilal e Dwele)
- 2016 - Charlene